# Мезенская синеклиза
Мезенская  синеклиза — крупнейшая отрицательная структура (прогиб) на северо-востоке Русской плиты (Восточно-Европейской платформы). Целиком находится на территории России. С юго-востока примыкает к Балтийскому щиту,  на востоке и северо-востоке  ограничивается Тиманской грядой. С юго-востока ограничена Сысольским сводом Волго-Уральской антеклизы. Была выделена в 40-х годах XX века по верхнепалеозойским и мезозойским отложениям. Общая площадь синклезы более 300 тыс. км². Является одной из наименее изученных структур в России. Две трети её площади занимают два неотектонических свода — Важский и Вашкинский.

## Строение
Осадочный чехол в  районе Мезенской синеклизы представлен верхнепротерозойскими, палеозойскими и (в небольшом объёме) кайнозойскими отложениями. Особенно выделяется толща рифейских пород с мощностью до 10 км.  Вышележащие отложения венда и палеозоя имеют  мощность 2,0—2,5 км и перекрывают рифейский комплекс почти горизонтально. 

## Нефтегазоносность
Докембрийские отложения синеклизы перспективны с точки зрения запасов нефти и газа. В 2001 году в пределах Мезенской синеклизы на реке Няфта были проведены сейсморазведочные работы и пробурена поисковая скважина Средне-Няфтинская-21. Как и пробурённые в советское время скважины, Средне-Няфтинская оказалась непродуктивной, так как в этом месте под потенциально нефтеносными слоями не оказалось покрышки или флюидоупора — пород, которые бы как экран препятствовали уходу нефти из пород-коллекторов.
В Мезенском бассейне сложилась резкая асимметрия строения: его западная и юго-западная части в конце обоих глобальных циклов подвергались интенсивным поднятиям, тогда как восточная и северо-восточная преимущественно прогибались, особенно в самом конце рифея. Скважины Кельтменская (юг Вычегодской впадины), Сереговская и Сторожевская (обе в Вычегодском прогибе), пробурённые на поднятиях, вскрыли самые молодые из всех верхнерифейских гармоничных отложений (до конца рифея остаётся примерно 30 млн лет или один формационный ряд). В расположенных к северу в Вычегодской, Сафоновской и, возможно, Пёшской впадинах следует ожидать ещё более полного разреза самой верхней части рифея, лишь немного затронутого ранневендским размывом.